# メトキサミン
メトキサミンは、α1アドレナリン作動薬 で、ブトキサミンやジメチルオキシアンフェタミンと構造がやや似ている。かつては手術室などにおいて、血管収縮薬として用いられていたが、唯一の製造工場が焼失したために2008年12月末に販売終了となった。商品名は、メキサン。 それまでは臨床において、静脈内投与可能なα1アドレナリン作動薬は力価順にメトキサミン(弱)、フェニレフリン(中)、ノルアドレナリン(強)の三択であったが、以後はフェニレフリンとノルアドレナリンの二択となった。